# Aage Madsen
Aage Sigfried Madsen (* 25. Mai 1883 in Faaborg; † 9. April 1937 in Kopenhagen) war ein dänischer Tennisspieler.

## Leben
Madsen war der Sohn des Kaufmanns Anders Sudergaard Madsen und Anne Catharina Dorothea Poulsen. Er studierte an der Universität Kopenhagen Jura und machte seinen Abschluss 1907. 1914 heiratete er Mary Agnes Herskind.
Madsen war Mitglied des B.93 Kopenhagen und nahm 1912 am Tenniswettbewerb der Olympischen Sommerspiele in Stockholm teil. Im Rasen-Einzel unterlag er zum Auftakt seinem Landsmann Axel Thayssen. Im Doppel trat er mit Thayssen zusammen an. Sie schlugen zum Auftakt die böhmische Paarung aus Bohuslav Hykš und Josef Šebek, verloren in der Folge aber gegen die Schweden Carl-Olof Nylén und Charles Wennergren. Madsen war vor allem im Doppel erfolgreich, wo er 1916 den dänischen Meistertitel in der Halle gewinnen konnte. 1915, 1918 und 1919 gewann er die Meisterschaft im Doppel auch auf Rasen.
Er übte mehrere sportliche Ämter aus. So war er von 1917 bis 1919 Mitglied des Aufsichtsrats des B.93 Kopenhagen. Von 1920 bis 1924 war er zudem Vizepräsident der Danish Lawn Tennis Association. Ab den 1910er-Jahren war er im Finanzministerium beschäftigt. 1919 erhielt er die Lizenz als Anwalt am hohen Gericht zu arbeiten. 1928 wurde er Polizeianwalt, 1934 gab er seinen Beruf aus gesundheitlichen Gründen auf.